# Snake River (Blue River)
Der Snake River (englisch für „Schlangenfluss“) ist ein etwa 24 km langer rechter Nebenfluss des Blue River im US-Bundesstaat Colorado.
Er entspringt in der Nähe der Kontinentalen Wasserscheide beim Webster-Pass, fließt zunächst durch einen steilen Canyon Richtung Norden, schwenkt dann nach Westen und passiert die ehemalige Minenstadt Montezuma am Skigebiet von Keystone. Der Snake River mündet schließlich in den zum Dillon Reservoir aufgestauten Blue River.
Der Snake River entwässert ein Areal von 235 km². Der mittlere Abfluss beträgt 1,8 m³/s.